# Eumops hansae
Eumope de Hansa
Espèce
Statut de conservation UICN

 LC  : Préoccupation mineure
Répartition géographique
Eumops hansae, qui a pour nom commun Eumope de Hansa, est une espèce sud-américaine de chauves-souris de la famille des Molossidae.

## Description
Eumops hansae a une longueur de tête et de corps entre 61 et 75 mm, une longueur d'avant-bras entre 37 et 42 mm, une longueur de queue entre 24 et 39 mm, une longueur de pied entre 8 et 12 mm, la longueur des oreilles entre 17 et 23 mm et une poids jusqu'à 21 g. La petite espèce présente un dimorphisme de taille sexuel assez prononcé. Les mâles ont des longueurs d'avant-bras de 40 à 42 mm, et les femelles ont des longueurs d'avant-bras d'environ 37 mm.
La fourrure est courte, veloutée et avec de longs poils sur la croupe. Les parties dorsales sont brun foncé ou noirâtres avec des bases de poils plus foncées, tandis que les parties ventrales sont brun grisâtre foncé.
La tête est large et aplatie. La lèvre supérieure est dépourvue de rides et possède au centre, juste sous les narines, un groupe de moustaches courtes et rigides. Les oreilles sont larges, triangulaires et jointes à la base antérieure. Le tragus est large et carré, tandis que l'antitragus est large et semi-circulaire. Les ailes sont attachées à l'arrière des chevilles. La queue est longue, trapue et s'étend environ à mi-chemin au-delà de la membrane interfémorale.
Le caryotype est 2n=48 FNa=56.

## Répartition
L'espèce se trouve dans le sud du Chiapas, au nord-ouest du Honduras, en passant par le Costa Rica et le Panama jusqu'au nord du Pérou et de la Bolivie, et les États brésiliens de São Paulo et de Santa Catarina.
Elle vit dans les forêts tropicales humides et les savanes entre 150 et 1 000 m d'altitude.

## Comportement

### Habitation
Eumops hansae se réfugie dans les creux des arbres.

### Alimentation
Elle se nourrit d'insectes, en particulier d'orthoptères, qu'elle attrape en volant dans les niveaux supérieurs de la canopée forestière. Elle fut aussi observée en train de survoler des clairières et de grandes étendues d'eau.

### Reproduction
Des femelles sexuellement inactives furent capturées en mai et en août.